# Хто боїться Вірджинії Вульф? (фільм, 1992)
«Хто боїться Вірджинії Вульф?» (рос. «Кто боится Вирджинии Вульф?») — російський фільм-спектакль 1992 року режисерів Романа Балаяна і Валерія Фокіна за п'єсою Едварда Олбі.

## Сюжет
Джордж — професор історії і невдаха — одружений з Мартою, відвертою розпусницею. Після двадцяти років шлюбу їхні стосунки іноді доходять до безмежної ненависті. На одній з факультетських вечірок вони знайомляться з молодою парою, яка потрапляє в павутину стосунків Джорджа та Марти...

## У ролях
- Галина Волчек
- Валентин Гафт
- Марина Нейолова
- Олександр Кахун

## Творча група
- Сценарій: за п'єсою Едварда Олбі
- Режисери: Роман Балаян, Валерій Фокін
- Оператор: Михайло Агранович
- Художник: Сергій Маслобойщиков